# Китайський новий рік

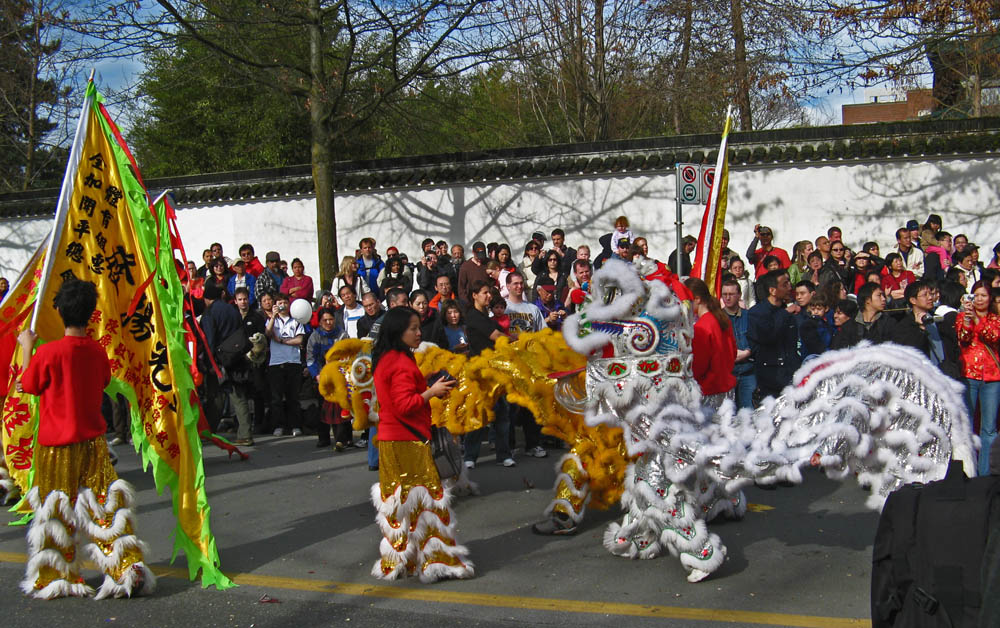
Новорічний парад

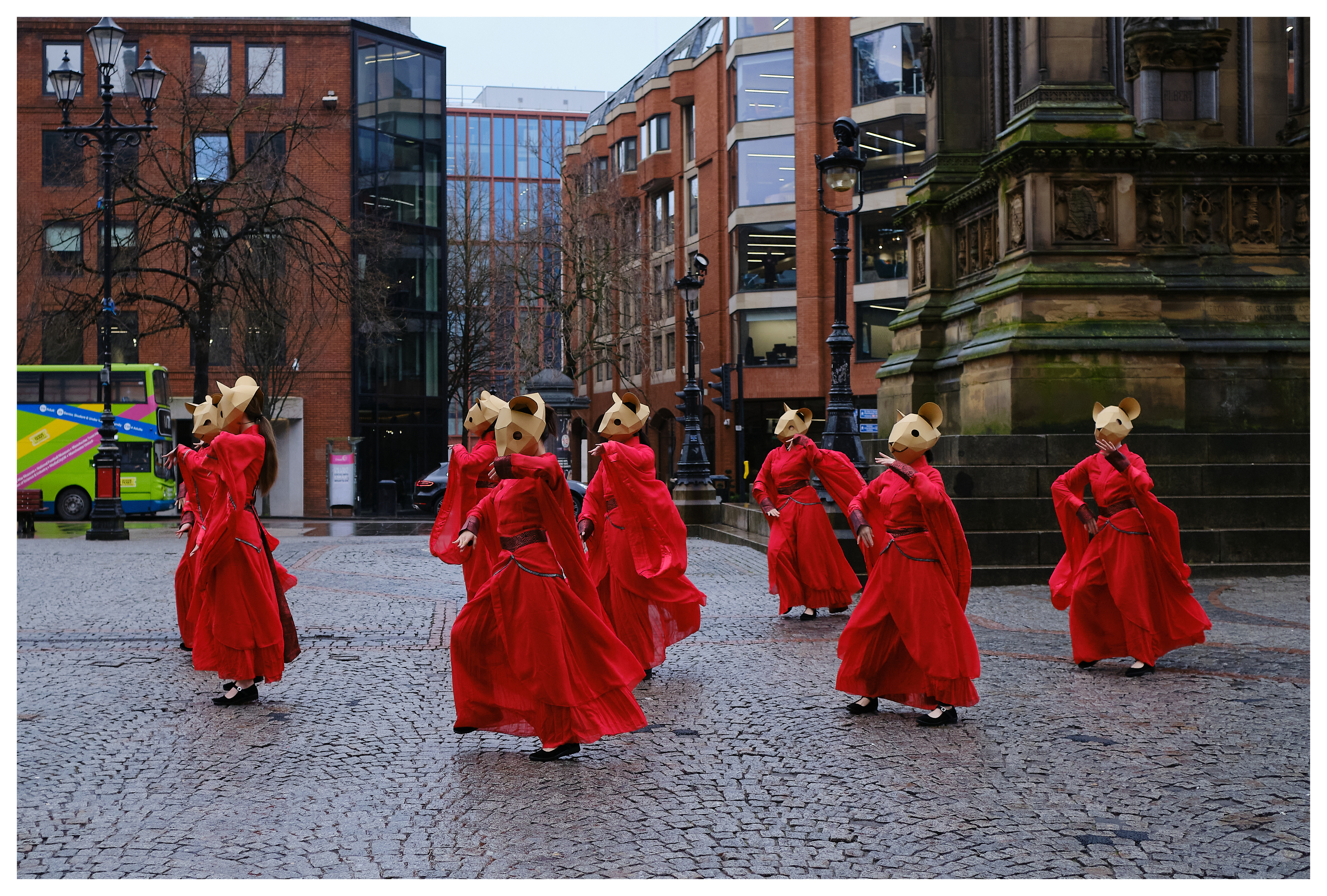
Китайський Новий рік у Манчестері

Китайський Новий рік (кит. 春节, пін. chūnjié, «чуньцзє», дослівно - «Свято Весни», неофіційна назва - «Місячний Новий рік» (кит. 农历新年, пін. nónglì xīnnián, «нунлі сіньнянь», дослівно - «Новий рік за місячним календарем») — найважливіше з традиційних китайських свят, оскільки воно пов'язане з традиційним місячно-сонячним китайським календарем, а сама його дата визначається на основі місячних фаз у день другого молодика після зимового сонцестояння. В ці дні проводиться фестиваль, який традиційно починається в перший день першого місяця (кит. 正月, пін. zhēngyuè, «чжен'юе») китайського календаря і закінчується Святом ліхтарів на 15-й день святкувань. В цей період китайці збираються сім'ями на щорічну «вечерю возз'єднання».
Китайський Новий рік є найдовшим і найважливішим святом у китайському місячному календарі. Це свято походить з давніх часів, воно набуло свого символізму завдяки міфам, віруванням та традиціям, які збереглися в культурі китайського народу та відображає його віковічні традиції. 
Новий рік за Східним календарем починається наприкінці січня або протягом лютого — це майже на місяць пізніше Нового року, який святкують на Заході. У зв'язку з цим влада Гонконгу в 2012 році вирішила скоротити розрив між Сходом і Заходом у святкуванні Нового року і визначила дату проведення традиційного новорічного фестивалю 17 січня, на тиждень раніше, ніж у решті Китаю.

## Походження свята
За давньокитайськими переказами, казками і легендами, на початку кожного нового року китайці змушені були боротися проти міфічної тварини, що носила назву Нянь (кит. 年, пін. Nián, дослівно - «Рік»), або Няньшоу («новорічний звір»; кит. 年獸, пін. Niánshòu). Нянь приходив у перший день нового року, щоб поживитись худобою, харчовими запасами, інколи навіть людьми, а особливо дітьми. З приходом кожного нового року, щоб захистити себе, жителі клали їжу напроти вхідних дверей свого житла. Згідно з повір'ям, чим більше буде наїдків — тим добрішим і поступливішим буде міфічний звір. Люди вірили, що після того, як Нянь насититься їжею, яку вони добровільно залишали, він не нападатиме і залишить їх в спокої.
Одного разу люди побачили, що Нянь злякався маленької дитини, яка була одягнута в червоний одяг, і вирішили, що він боїться червоного кольору. З того часу кожного нового року люди розвішують червоні ліхтарі і червоні сувої на вікнах і дверях своїх помешкань. Також заведено використовувати феєрверки, щоб відлякувати міфічну тварину. Таким чином жителі спонукали її оминати їхні поселення.
Після того, як Няня захопив даоський монах Хунцзюнь-лаоцзу (кит. трад. 鴻鈞老祖, спр. 鸿钧老祖, піньїнь Hóngjūn Lǎozǔ), він перетворився на гору та живе на дні моря .

## Календар дат
Рік починається опівночі за китайським часом (UTC+8) доби, коли настає другий (зрідка третій) молодик після зимового сонцестояння. З цього моменту розпочинається перший день першого місяця року китайського традиційного календаря. Ці дні і показані у таблиці для поточного 60-річного циклу (1984—2043).
| Знак китайського гороскопу | Григоріанська дата 1984—1995 | Григоріанська дата 1996—2007 | Григоріанська дата 2008—2019 | Григоріанська дата 2020—2031 | Григоріанська дата 2032—2043 |
| -------------------------- | ---------------------------- | ---------------------------- | ---------------------------- | ---------------------------- | ---------------------------- |
| 鼠 Щур                     | 2 лютого 1984, чт            | 19 лютого 1996, пн           | 7 лютого 2008, чт            | 25 січня 2020, сб            | 11 лютого 2032, ср           |
| 牛 Корова                  | 20 лютого 1985, ср           | 7 лютого 1997, пт            | 26 січня 2009, пн            | 12 лютого 2021, пт           | 31 січня 2033, пн            |
| 虎 Тигр                    | 9 лютого 1986, нд            | 28 січня 1998, ср            | 14 лютого 2010, нд           | 1 лютого 2022, вт            | 19 лютого 2034, нд           |
| 兔 Кролик                  | 29 січня 1987, чт            | 16 лютого 1999, вт           | 3 лютого 2011, чт            | 22 січня 2023, нд            | 8 лютого 2035, чт            |
| 龍 Дракон                  | 17 лютого 1988, ср           | 5 лютого 2000, сб            | 23 січня 2012, пн            | 10 лютого 2024, сб           | 28 січня 2036, пн            |
| 蛇 Змія                    | 6 лютого 1989, пн            | 24 січня 2001, ср            | 10 лютого 2013, нд           | 29 січня 2025, ср            | 15 лютого 2037, нд           |
| 馬 Кінь                    | 27 січня 1990, сб            | 12 лютого 2002, вт           | 31 січня 2014, пт            | 17 лютого 2026, вт           | 4 лютого 2038, чт            |
| 羊 Вівця/Коза              | 15 лютого 1991, пт           | 1 лютого 2003, сб            | 19 лютого 2015, чт           | 6 лютого 2027, сб            | 24 січня 2039, пн            |
| 猴 Мавпа                   | 4 лютого 1992, вт            | 22 січня 2004, чт            | 8 лютого 2016, пн            | 26 січня 2028, ср            | 12 лютого 2040, нд           |
| 雞 Півень                  | 23 січня 1993, сб            | 9 лютого 2005, ср            | 28 січня 2017, сб            | 13 лютого 2029, вт           | 1 лютого 2041, пт            |
| 狗 Собака                  | 10 лютого 1994, чт           | 29 січня 2006, нд            | 16 лютого 2018, пт           | 3 лютого 2030, нд            | 22 січня 2042, ср            |
| 豬 Свиня                   | 31 січня 1995, вт            | 18 лютого 2007, нд           | 5 лютого 2019, вт            | 23 січня 2031, чт            | 10 лютого 2043, вт           |

## Святкування

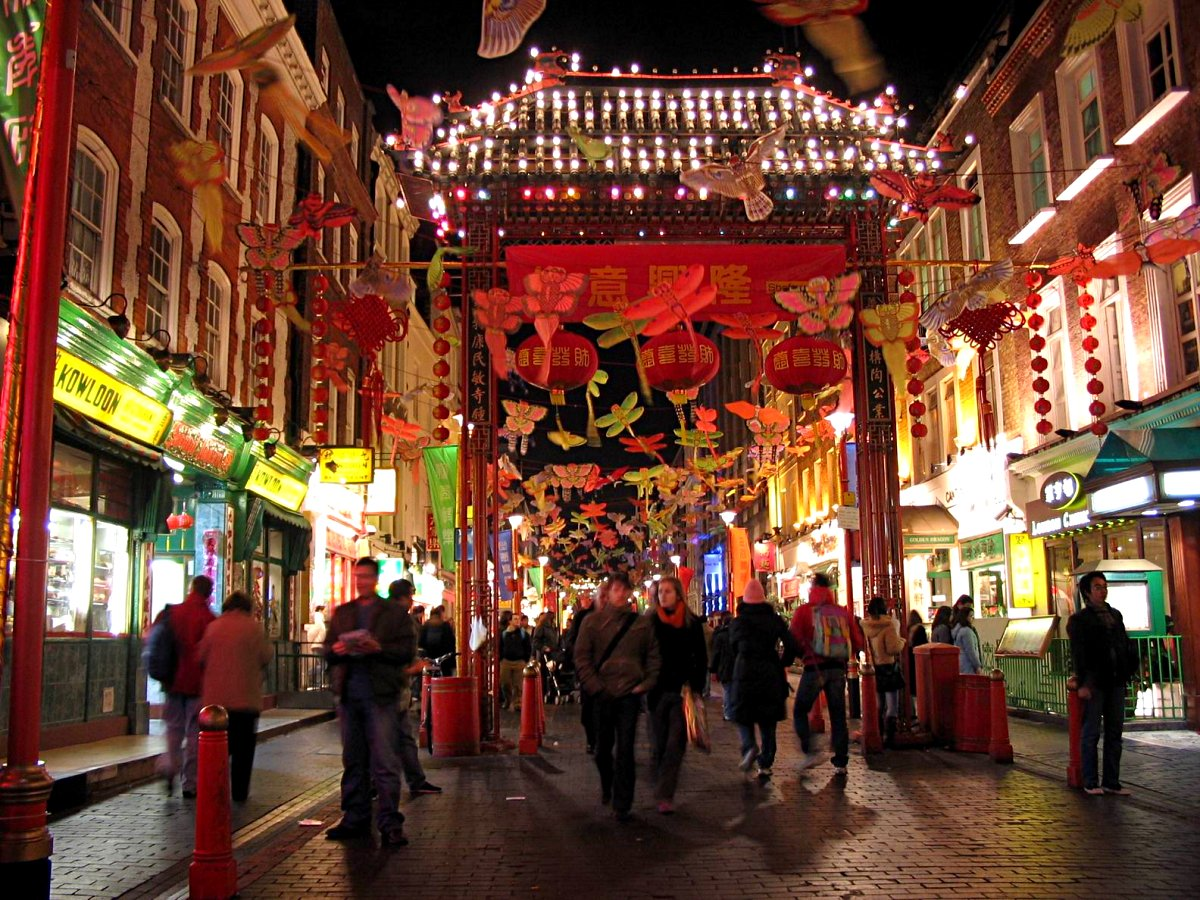
Новорічні декорації в Китайському кварталі Лондона

У Китаї «Свято весни» набуло символізму та традиційності, незважаючи на деякі регіональні відмінності в звичаях і традиціях Китаю. В цей святковий період китайці купують подарунки, прикраси, побутові речі, одяг. Кожна сім'я звільняє своє житло від старих речей, вважаючи, що таким чином вони позбавляються невдач та звільняють місце для щастя. На святковій вечері присутні навіть ті члени родини, які працюють або навчаються в інших містах. 
Найпоширенішими стравами святкової вечері є страви зі свинини, качки, курки,  різноманітні види солодощів та інші ласощі.  Святкова ніч закінчується феєрверками та петардами. Рано вранці наступного дня діти вітають своїх батьків, бажаючи їм здоров'я і щасливого Нового року, а у відповідь отримують побажання успіхів та гроші в червоних паперових конвертах. Традиційно вважається, що святкування китайського Нового року — найкращий час для примирення з близькими і побажання іншим миру і щастя.

## Офіційні святкові дати
Китайський Новий рік відзначається як державне свято в низці країн і територій, де проживає значна кількість китайців. Більшість урядів цих країн призначають вихідні дні, якщо дата цього свята припадає на робочі дні тижня. В інших країнах світу це свято не вважається офіційним і трактується як звичайний робочий день, лише з певними ознаками китайських культурних традицій, хоча в тих місцях, де компактно мешкають китайські емігранти, завжди відбуваються святкові дійства та феєрверки.
| Країна        | Святкові та вихідні дні |
| ------------- | --- |
| КНР           | Чотири дні — останній день дванадцятого місяця та період з першого по третій день першого місяця, разом з перенесеннями вихідних та робочих днів — вісім днів від останнього дня дванадцятого місяця по сьомий день першого місяця |
| Гонконг       | Три дні — з першого по третій день першого місяця; якщо серед них є неділя — 4 дні. |
| Макао         | Три дні — з першого по третій день першого місяця; якщо серед них є субота та/або неділя — до 5 днів. Також друга половина дня напередодні свята.                                                                                  |
| Тайвань       | 4 дні — з останнього дня 12-го місяця по третій день 1-го місяця, 7 днів з урахуванням перенесень вихідних та робочих днів |
| Бруней        | 1 день — перший день 1-го місяця, якщо це п'ятниця чи неділя — два дні. |
| Індонезія     | 1 день — перший день 1-го місяця |
| Малайзія      | 2 дні — перший та другий день 1-го місяця, у разі випадання на п'ятницю (штат Кедах), суботу (Келантан і Тренґану) чи неділю (решта штатів) — три дні.                                                                             |
| Маврикій      | 1 день — перший день 1-го місяця |
| Острів Різдва | 2 дні — перший та другий день 1-го місяця, у разі випадання на суботу, неділю, День Австралії — до 5 днів. |
| Сінгапур      | 1 день — перший день 1-го місяця, якщо це неділя — два дні. |
| Суринам       | 1 день — перший день 1-го місяця |
| Таїланд       | 1 день — перший день 1-го місяця (лише 4 провінції з 76) |
| Філіппіни     | 1 день — перший день 1-го місяця |

Попри те, що в багатьох інших культурах не прийнято гучно й на офіційному рівні святкувати цю китайську традицію, урядовці цих країн завжди зважають у ці дні на численні міграційні потоки, оскільки робітники-мігранти з Китаю зі всіх куточків світу намагаються вилетіти додому, щоб возз'єднатися в передноворічній вечері зі своїми родичами. Цей сезон подорожей китайців називається Чунюн (кит.: 春运 chūn-yùn) і багато роботодавців беруть до уваги це явище, визнаючи його як офіційний термін відпустки для своїх китайських співробітників.

## Розповсюдженість

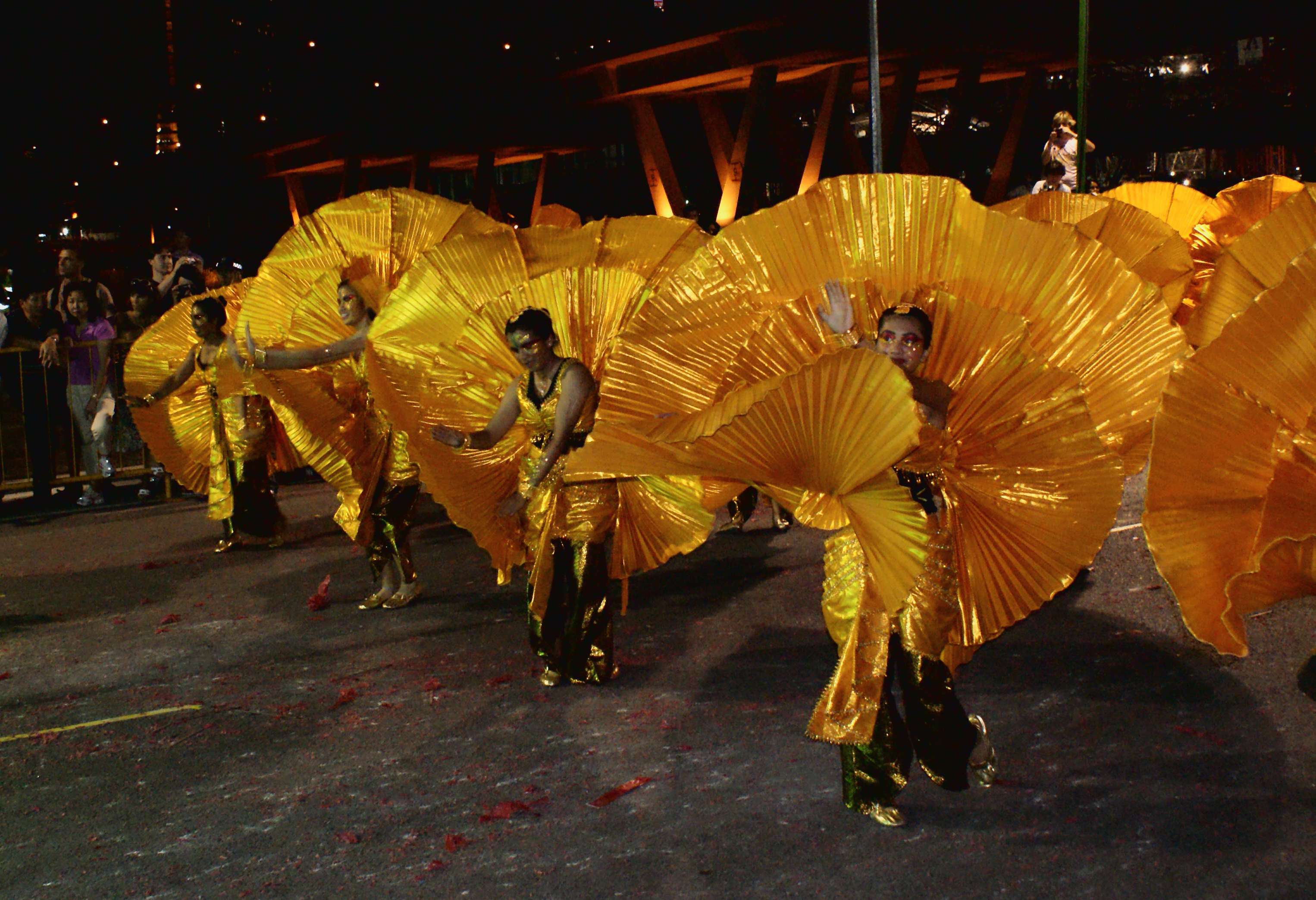
Святкування Китайського нового року у Сінгапурі

Свято відзначають у багатьох країнах світу. Воно є основним для таких країн як Китай, Гонконг, Індонезія, Макао, Малайзія, Філіппіни, Сінгапур, Тайвань, В'єтнам. Спостерігається значний вплив цього фестивалю та його традицій на святкування схожих новорічних подій у суміжних із Китаєм культурах - японській, корейській, монгольській, тибетській тощо. Крім того, Місячний Новий рік завдяки поширенню китайських емігрантів по всьому світу став святкуватися й відігравати свою культурну місію в інших, далеких від Китаю, країнах.
Також Китайський Новий рік зустрічають і в Україні. З 2012 року у Львові проходить Міжнародний фестиваль «Китайський Новий рік в Україні»